# TrekkSoft

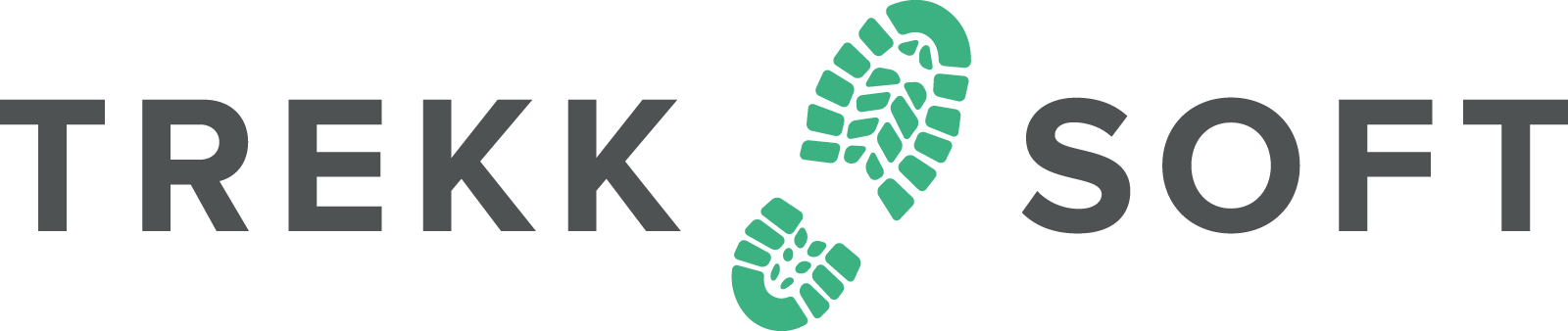
Logo de TrekkSoft

TrekkSoft es un proveedor de programas informáticos de reservas y pagos en línea para empresas de actividades de ocio. Se trata de una compañía Servicios de programación afincada en Interlaken, Suiza.

## Historia
TrekkSoft fue fundada en Interlaken el 2010 por Jon Fauver, Valentin Binnendijk y Philippe Willi.
Después de trabajar como guía de descenso de cañones en Nepal, Jon Fauver cofundó Outdoor Interlaken en Suiza el 2001 y pasó a ser Copropietario de Bus2Alps en 2006.
Philippe Willi se unió a Outdoor Interlaken en 2007 y a Bus2Alps como Copropietario en 2009. Philippe Willi conoció a Valentin Binnendijk estudiando en la Universidad de St. Gallen, cosa que le permitió poner los tres fundadores en contacto.
TrekkSoft fue fundada en 2010 por los tres cofundadores en respuesta a las necesidades de Outdoor Interlaken y Bus2Alps de vender sus actividades en línea.
En 2012, la plataforma de TrekkSoft fue lanzada y empezó a ofrecer software de reservas para empresas de actividades de ocio. En junio de 2012, 55 compañías utilizaban ya los programas de reservas de TrekkSoft.
En junio de 2013, TrekkSoft lanzó su aplicación móvil.
Hasta mayo de 2016, TrekkSoft ha sido utilizado por proveedores de actividades en cerca de 125 países. En la estructura de administración actual Jon Fauver es Director Ejecutivo, Valentin Binenndijk es CTO, y Philippe Willi es COO/CFO.

## Inversión
En agosto de 2013, TrekkSoft reunió 800 000 dólares en una ronda semilla.
En enero de 2015, TrekkSoft consiguió 1,1 millones de dólares en inversión de Redalpine y un grupo de inversores independientes que incluyen Armin Meier (antiguo CEO de Kuoni), y Walter Güntensperger (antiguo Director ejecutivo de Hotelplan Suiza).
Hasta 2015, el total invertido en la compañía es 2,8 millones de dólares.

## Integraciones y adquisiciones
En enero de 2014, TrekkSoft firmó un acuerdo con TripAdvisor para integrar el contenido de TripAdvisor en la red de vendedores de TrekkSoft.
En noviembre de 2015, TrekkSoft adquirió Acteavo, una compañía de software de reservas irlandesa.
En diciembre de 2015, TrekkSoft y Diviac, el sitio de reservas en línea para vacaciones de buceo, anunciaron un acuerdo de colaboración para ofrecer una solución única para centros de buceo para poder gestionar sus reservas e incrementar la distribución en línea.
En mayo de 2016, TrekkSoft anunció una sociedad estratégica con Myobis Booking Systems, un proveedor de software alemán para el turismo y la industria de eventos. En el mismo mes, TrekkSoft también anunció un acuerdo con Musement, el compañero de viajes digital y marketplace a la vez.

## Premios y menciones
En septiembre de 2014, TrekkSoft obtuvo la novena posición en "Top 100 Startup Award" 2014
En septiembre de 2015, Business Insider nombró TrekkSoft una de las "12 mejores nuevas empresas en Suiza". TrekkSoft también se posicionó en séptima posición en "Top 100 Startups Award" 2015.